# Mechanizmy obronne

Teoria Freuda

Mechanizmy obronne – pojęcie wprowadzone przez twórcę psychoanalizy, Zygmunta Freuda i przejęte przez współczesną psychologię. Oznacza metody radzenia sobie z wewnętrznymi konfliktami w celu ochrony osobowości (ego), zmniejszenia lęku, frustracji i poczucia winy. Na ogół są one nawykowe i nieuświadomione.
W pewnym nasileniu występują u praktycznie każdego człowieka i pełnią rolę przystosowawczą, są niezbędne. Mechanizmy obronne są jednak zawsze zniekształceniem zachowania lub oglądu rzeczywistości, stosowane nadmiernie lub nieadekwatnie do sytuacji mogą utrudniać funkcjonowanie. Dobrze, gdy w zachowaniu jednostki jest ich duży repertuar, a ich dobór i intensywność jest zależna od sytuacji (elastyczność stosowania). Można wówczas mówić o efektywności i braku patologii związanej z mechanizmami obronnymi.

## Mechanizmy obronneego
Mechanizmy obronne można poklasyfikować na przykład w następujący sposób:
- Techniki unikania działania: represja (wyparcie), nadmierna samokontrola, supresja (tłumienie), prokrastynacja (zwlekanie, odraczanie), zachowania obsesyjno-kompulsyjne
- Techniki przemieszczenia: acting-out, fiksacja, inwersja, kompensacja, konwersja, przeniesienie, regresja, sublimacja, substytucja, asceza, reakcje upozorowane, zaprzeczanie własnemu działaniu z przeszłości, zaprzeczanie istnieniu czegoś, nawykowe, utrwalone wzorce zachowań (np. uległość, agresja (psychologia), unikanie, samochwalstwo, dążenie do niezależności, podejrzliwość), omdlenie, robienie się słabym, chorym lub zmęczonym
- Techniki zniekształcania rzeczywistości: dewaluacja, dysocjacja, fantazjowanie, nieuzasadniona generalizacja, idealizacja, intelektualizacja, maskowanie, odwracanie sensu, projekcja, racjonalizacja, rozszczepienie (splitting), selektywny brak uwagi, symbolizacja, zaprzeczanie
- Techniki przyjmowania cudzych zachowań: identyfikacja, introjekcja, konformizm, internalizacja
- Mechanizmy złożone, łączące kilka z powyższych: negatywizm, pokuta, naprawienie zła, odwracanie uwagi, samorozgrzeszanie się, tracenie zainteresowania, zemsta, przesądy

## Moralne mechanizmy obronne
Na szczególną uwagę zasługują też tzw. moralne mechanizmy obronne, czyli takie, które pozwalają wciąż uważać się za dobrego człowieka pomimo naruszania własnych zasad moralnych. Można tu wyróżnić np.:
- racjonalizacje "złych" czynów jako środków do wyższego dobra
- eufemizmy – nazywanie "złych" czynów mniej negatywnymi nazwami
- porównania – porównywanie własnych "złych" czynów z jeszcze gorszymi czynami innych ludzi
- rozmycie odpowiedzialności – dzielenie się winą z innymi
- przemieszczenie odpowiedzialności – uzasadnianie "złych" czynów jako dopuszczonych przez jakiś wyższy autorytet
- wyparcie konsekwencji – ignorowanie negatywnych konsekwencji swoich czynów
- dehumanizacja ofiar swoich czynów.
- zewnętrzna atrybucja winy – obwinianie ofiar np. o to, że prowokowały.

## Skrajne postaci mechanizmów obronnych
Nerwice oraz fobie są często po prostu przerośniętymi ponad miarę mechanizmami obronnymi. 
Za skrajny przypadek przerostu mechanizmów obronnych można nawet uznać psychozy, w których wizja świata ulega takiemu zniekształceniu, że uniemożliwia normalne funkcjonowanie.

## Mechanizmy obronne w psychoanalizie
Klasyfikacja i samo dzisiejsze psychoanalityczne rozumienie mechanizmów obronnych jest w psychoanalizie nieco inne od proponowanego przez psychologię, a także znacznie szersze w stosunku do klasycznej psychoanalizy.
- Narcystyczne mechanizmy obronne – zaprzeczenie, zniekształcenie, prymitywna idealizacja, projekcja (psychotyczna), identyfikacja projekcyjna, rozszczepienie
- Niedojrzałe mechanizmy obronne – acting-out, blokowanie, hipochondryzacja, introjekcja, zachowania pasywno-agresywne, projekcja (niepsychotyczna), regresja, fantazje schizoidalne, somatyzacja, dysocjacja, eksternalizacja, zahamowanie
- Neurotyczne mechanizmy obronne – kontrolowanie, przemieszczenie, intelektualizacja, izolowanie, racjonalizacja, reakcja upozorowana (formacja reaktywna), represja (wyparcie), seksualizacja, odczynianie, asceza
- Dojrzałe mechanizmy obronne – altruizm, antycypacja, humor, sublimacja, supresja (tłumienie), reparacja.

## Mechanizmy obronne w psychologii transpersonalnej
Niektórzy psychologowie transpersonalni uważają oświecenie osiągane podobno w wyniku medytacji, za stan, w którym człowiek całkowicie pozbawiony jest mechanizmów obronnych. Aby to było możliwe, musi jednak być przestrzegany jakiś kodeks moralny, musi też zaniknąć obraz swojego "ja" (ego), aby nie było czego bronić. W przeciwnym razie dysonans poznawczy powodowany konfliktem między własnym obrazem siebie a obrazem uzyskiwanym od innych osób powodowałby olbrzymie frustracje i nerwicę, co stałoby w sprzeczności ze stanem oświecenia.

## Zestawienie
| Zestawienie wybranych mechanizmów obronnych | Zestawienie wybranych mechanizmów obronnych | Zestawienie wybranych mechanizmów obronnych |
| Mechanizm obronny                           | Definicja | Przykład |
| ------------------------------------------- | --- | --- |
| Wyparcie                                    | Usunięcie ze świadomości lub utrzymywanie poza świadomością myśli, wyobrażeń i wspomnień, które są bolesne lub budzą lęk (konflikt pomiędzy id i ego)                                                                                                | Student zapomina o terminie egzaminu. Pacjent zapomina o terminie wizyty. |
| Zaprzeczenie                                | Udawanie, że sytuacja naprawdę zagrażająca lub wzbudzająca lęk nie ma miejsca (konflikt pomiędzy impulsami id i frustrującą je rzeczywistością) | Przekonanie, że pomimo palenia papierosów nie zachoruje się na raka płuc ani na zawał serca "Mnie się to nie zdarzy" |
| Reakcja upozorowana                         | Wyrażenie uczuć lub zachowań przeciwnych niż rzeczywiście odczuwane, po to by prawdziwe pozostały wyparte. Zachowanie przeciwne wyrażone jest przesadnie.                                                                                            | Wylewnie gratulujemy koledze sukcesu, którego mu zazdrościmy. Osoba oglądająca pornografię staje na czele komitetu do jej zwalczania.                                                                                     |
| Projekcja                                   | Przypisanie własnego, nieakceptowanego impulsu innej osobie. Lęk neurotyczny przekształca się wówczas w obiektywny – z zagrożeniem zewnętrznym łatwiej sobie poradzić.                                                                               | Osoba będąca sprawcą przemocy przypisuje agresję swojej ofierze lub innym osobom próbującym powstrzymać jego zachowanie, np. kuratorowi, pracownikowi społecznemu, nauczycielowi dziecka.                                 |
| Przemieszczenie                             | Przeniesienie uczuć, zainteresowań itp., uznanych za nieodpowiednie, z jednej osoby na inną, z jednego przedmiotu na drugi, o mniejszym ryzyku, zagrożeniu, niebezpieczeństwie, lub w większym stopniu akceptowaną społecznie – bardziej "dozwoloną" | Osoba wszczyna kłótnię ze współmałżonkiem po tym, jak skrytykował go zwierzchnik w pracy. Córka odczuwa silną złość wobec matki, ale swoją agresję przenosi na kogoś innego ze swojego otoczenia, np. na swoją koleżankę. |
| Sublimacja                                  | Przemieszczenie celu popędowego na zgodny z akceptacją społeczną. | Zajęcie się malarstwem lub fotografią o tematyce erotycznej (akty). Osoba o skłonnościach sadystycznych zostaje pracownikiem ubojni zwierząt.                                                                             |
| Izolacja                                    | Oddzielenie myśli (agresywnych lub seksualnych) od towarzyszących im uczuć, które podlegają stłumieniu. | Pozbawiona złości, lub wściekłości myśl, żeby wykrzyknąć coś nieprzyzwoitego, np. w kościele i wyrządzić krzywdę bliskiej osobie.                                                                                         |
| Intelektualizacja                           | Intelektualne przetworzenie impulsów agresywnych lub seksualnych, pozwalające odciąć się od nierozładowanych napięć, niezaspokojonych potrzeb seksualnych, konfliktowych myśli lub uczuć.                                                            | Uczeń z niewspółmiernym do wagi poruszanego tematu zapałem prowadzi abstrakcyjną, akademicką dyskusję. Mąż, odczuwający wzrastającą niechęć do żony, z ogromnym zaangażowaniem rozprawia np. o polityce, biznesie, itp.   |
| Racjonalizacja                              | Użycie samooszukujących się usprawiedliwień nieakceptowanego zachowania lub niepowodzenia. | Wynajdujemy dobre strony ze wszech miar niekorzystnej dla nas sytuacji, lub zdarzenia, np. podkreślając korzyści zdrowotne płynące ze spacerów w sytuacji, gdy skradziono nam samochód.                                   |
| Anulowanie                                  | „Odczynianie” – usunięcie czynu agresywnego w rytualny sposób, poprzez odkupienie go, wynagrodzenie go komuś. Rytuał jest odczuwany jako przymus i nie poddaje się ocenom intelektualnym. W odróżnieniu od religijnego, wykonywany jest samotnie.    | Szef nie wyrzuca z pracy podwładnego, który źle pracuje, lecz przyznaje mu coroczne nagrody. Obsesyjne mycie się, mające zapobiec napawającemu lękiem zarażeniu siebie lub innych.                                        |
| Regresja                                    | Powrót, zwykle pod wpływem stresu, do zachowania charakterystycznego dla wcześniejszego okresu rozwojowego. | Student reaguje płaczem, wdaje się w bójki, niszczy swoją własność, zachowuje się, lub ubiera infantylnie, posługuje się słownictwem oraz wymową typową dla małych dzieci.                                                |
| Identyfikacja z agresorem                   | Przejęcie zachowań lub atrybutów agresora, by zmienić się z odczuwającego strach w tego, kto budzi strach. | Noszenie ubrań wojskowych lub broni. |